# Chaetospira
Chaetospiridae
Genre
Classification GBIF
Famille
Chaetospira est un genre de Ciliés de la famille des Spirofilidae. Il est, selon GBIF (22 janvier 2024), l'unique représentant de la famille des Chaetospiridae, de l’ordre des Stichotrichida.
Cependant, en 2022, Song et ses collaborateurs ont proposé d'ajouter le genre Stichotricha à la famille des Chaetospiridae.

## Étymologie
Le nom Chaetospira est composé du préfixe chaet- « poil, soie », et du suffixe -spira, « spirale », en référence à la présence de « cellules membranaires en forme de ruban, aplati et torsadé en spirale ».

## Description
D’après Kahl « l'extensibilité anormale de la partie antérieure du corps est la caractéristique déterminante du genre Chaetospira ».
Cette partie antérieure, qui porte la zone adorale, est presque complètement invisible lorsqu'elle est contractée ou dépasse comme un doigt et peut être étirée pour former un support de cellules membranaires, qui prend la forme d'un ruban aplati et torsadé en spirale; ce ruban crée un puissant vortex de nourriture, qui est attrapée par la lèvre membraneuse, en forme de pelle, située au bord du péristome, puis est conduite dans le pharynx.
Cet organisme vit dans un logement en forme de bouteille ou de tube, dans lequel il se retire lorsqu'il se contracte. Selon Kahl, il y a deux types d’individus : les uns avec des cils réduits (par exemple Chaetospira mülleri), les autres avec trois rangées complètes de cirres (par exemple Chaetospira entzi).
L'espèce type Chaetospira mülleri présente une loge exempte de cirres à l'exception d'un petit groupe à l'arrière. Trois rangées de stichotrices rudimentaires derrière la bouche.
La brosse dorsale haute et délicate est caractéristique, avec deux petits groupes de longs poils très délicats dirigés ventralement, à gauche et à droite de la bouche. Remarquable aussi est le déplacement de l'anus vers le côté gauche du « cou », à côté de la bouche. C'est un bon exemple de la convergence du développement avec les genres Folliculina (fam. Folliculinidae), Stentor (Stentoridae) ou Peritricha (Actinophryidae), résultant du mode de vie sédentaire.
La coquille est pseudo-chitineuse, en forme de bouteille, et souvent recouverte de corps étrangers.
Le noyau se présente en deux parties séparées. En outre cette espèce présente une ou deux vacuoles contractiles ; quand il y en a deux, l’une est à l'extrémité postérieure et l’autre devant la bouche dans la « gorge ».

## Habitat
Ces ciliés vivent en eau douce, dans des détritus en décomposition ou parmi des plantes aquatiques, notamment du genre Lemna (une des lentille d'eau).

## Liste des espèces
Selon le World Register of Marine Species (23 octobre 2023) :
- Chaetospira monilata Jones, 1974
- Chaetospira muelleri Lachmann, 1856

Selon GBIF (23 octobre 2023) :
- Chaetospira anguifrons Dumas, 1937
- Chaetospira congregata
- Chaetospira cornuta
- Chaetospira cylindracea
- Chaetospira entzi Kahl, 1932
- Chaetospira lacrymarioides
- Chaetospira marina
- Chaetospira maritima Wright, 1862
- Chaetospira monilata Jones, 1974
- Chaetospira mucicola Lachmann, 1856
- Chaetospira muelleri Lachmann, 1856
- Chaetospira remex (Hudson, 1875) Kahl, 1932
- Chaetospira remex Huds.
- Chaetospira vaginicola Dumas, 1929

En 2022, Song et ses collaborateurs ont décrit une nouvelle espèce Chaetospira sinica sp. nov.

## Systématique
Le genre et son espèce type Chaetospira muelleri ont été décrits en 1856 par Johannes Lachmann (d) (1832-1860). La famille monogénérique des Chaetospiridae a été proposée  en 1985 par Anatoli Viktorovitch Jankowski (d) (1937-).
En 2022, Song et ses collaborateurs ont proposé d'ajouter le genre Stichotricha à la famille des Chaetospiridae.
D'autres auteurs classent les genres Chaetospira et Stichotricha dans la famille des Spirofilidae,.